# 제9회 이주민 영화제
제9회 이주민 영화제는 2015년 10월 16일에 열린 시상식이다.

## 수상 및 후보

### 이주/노동
- 빵과 장미 - 켄 로치
- 이주노조 설립, 10년의 외침 - 문성준

### 이주/결혼
- 깊고 푸른 밤 - 배창호
- 안녕, 투이 - 김재한

### 이주/너머
- 하프 - 니시쿠라 메구미 외1명
- 그라운드의 이방인 - 김명준

### 네팔특별전
- 수나칼리 - 보즈라즈 밧
- 포완 - 락싸 반타와
- 푼테의 바퀴 - 사친 기미르

### 공모작
- 그림자 - 나즈물 호사인
- 나는,꽃 - 신미래
- 난 어떡해 - 이지니
- 알럼 - 신은희
- 이름없는 이주노동자들의 기록 - 지구인의 정류장
- 파키 - 섹 알마문
- 굿모닝 로니 - 샤킬
- 행복에 관한 이야기 - 정은주

### 미디어교육
- 야생화 - 박준영
- 코리언 드림 - 랄
- 계약의 끝 - 유숩
- 좋은 사람 - 헤루
- 못된 사랑 - 수펜디